# Victor de Broglie (1785-1870)
Pour les articles homonymes, voir Victor de Broglie et Broglie.
Pour les autres membres de la famille, voir Maison de Broglie.
Victor de Broglie ([viktɔʁ də bʁɔj, - bʁœj]), prince puis, dès 1804, 3e duc de Broglie, né à Paris le 28 novembre 1785 et mort le 25 janvier 1870 à Paris 7e, est un homme d'État français, président du Conseil sous la monarchie de Juillet.

## Biographie

### Enfance et débuts dans la diplomatie
Fils de Victor de Broglie (1756-1794), prince de Broglie, Victor de Broglie a 9 ans lorsque son père est décapité durant la Terreur.
Sa mère, Sophie de Rosen-Kleinroop (1764-1828), alors incarcérée à Vesoul, réussit à s'évader grâce à l'aide d'un serviteur et passe en Suisse avec ses enfants, ne revenant en France qu’après le 9 Thermidor.
En 1796, elle se remarie avec le marquis d'Argenson, qui devient opposant épisodique à Napoléon Ier puis, comme député libéral, à la Restauration et à la monarchie de Juillet.
Argenson se charge de l'éducation du jeune homme, lui conserve la terre de Broglie, le fait exempter de la conscription sous l'Empire et lui inculque des idées libérales.

### Mariage et descendance
Le 15 février 1816 à Livourne, Victor de Broglie épouse Albertine Ida Gustavine de Staël-Holstein (1797-1838), fille de Eric Magnus de Staël Holstein, ambassadeur de Suède en France, et de Germaine Necker, alias Madame de Staël. Par cette dernière, Albertine de Staël-Holstein est la petite-fille de Jacques Necker, ancien banquier et ministre des Finances de Louis XVI. Le couple « de Broglie » a quatre enfants :
- Pauline de Broglie (1817-1831) : Madame de Staël est sa marraine le 1er mars 1817, quelques semaines avant de mourir le 14 juillet 1817[5] ;
- Louise de Broglie (1818-1882), femme du monde et historienne, célèbre pour son portrait peint par Ingres, mariée en 1836 à Joseph de Cléron, comte d’Haussonville (1809-1884), député de Seine et Marne (1842-1848), membre de l'Académie française, dont postérité ;
- Albert de Broglie (1821-1901), 4e duc de Broglie, ambassadeur de France, président du Conseil, député puis sénateur de l'Eure, membre de l'Académie française, marié en 1845 à Pauline de Galard-Béarn (1825-1860), dont le portrait a aussi été peint par Ingres. Dont postérité ;
- Paul de Broglie (1834-1895), abbé.

### Débuts dans la diplomatie
Son beau-père, le marquis d'Argenson, obtient pour lui une nomination comme auditeur au Conseil d'État (1809) ; Victor de Broglie est ensuite intendant en Illyrie puis attaché aux ambassades de Varsovie (1812) puis de Vienne.

### Parlementaire sous la Restauration
Secrétaire du comte de Narbonne au congrès de Prague (1813), Broglie est remarqué par Talleyrand qui, de concert avec son oncle, Amédée de Broglie, le fait nommer dans la première promotion des pairs de la Première Restauration (4 juin 1814).
Lors du procès du maréchal Ney, il vient à peine d'atteindre l'âge de 30 ans, requis pour prendre part aux délibérations de la Chambre des Pairs; il revendique ce droit au moment du jugement et est un des dix-sept pairs qui votent pour la déportation, et non pour la mort.
Revenu en France à la fin de 1816, il entre dans l'opposition active à la majorité de la « Chambre introuvable », dominée par les ultras.
À la Chambre des Pairs, il combat les lois d'exception, notamment la « loi d'amnistie » (9 janvier 1816), défend la liberté de la presse (29 décembre 1817), parle en faveur de l'abolition de l'esclavage (28 mars 1822) et contre la contrainte par corps (25 avril 1818), et vote cependant la loi électorale de 1820. Il est le rapporteur du projet de loi relatif à la répression des crimes et délits commis par la voie de la presse ou par tout autre moyen de publication (8 mai 1819).
Membre de la Société « Aide-toi, le ciel t'aidera » et de la Société des Amis de la liberté de la presse, président de la Société de la morale chrétienne (1825-1828), il est alors suspect au gouvernement qui le fait surveiller.
Après avoir fait la connaissance de François Guizot en 1817, il se lie avec le groupe des Doctrinaires : Pierre-Paul Royer-Collard, Prosper de Barante, Charles de Rémusat.
Il prend alors ses distances avec la Gauche, dont les velléités révolutionnaires et le sectarisme l’inquiètent, et considère les institutions anglaises comme le modèle des institutions politiques.

### La monarchie de Juillet

#### Les débuts du nouveau régime (1830-1832)
Bien qu'il n'ait pris aucune part aux intrigues qui aboutissent à la chute de Charles X, le duc de Broglie est un orléaniste « du jour même », ainsi qu'il l'a écrit dans ses Souvenirs, donc un chaud partisan de la Monarchie de juillet. Dès le 31 juillet 1830, il entre comme ministre de l'Intérieur et des Travaux publics dans le ministère nommé par la commission municipale de Paris.
En revanche, il ne fait pas partie du ministère provisoire du 1er août, mais intègre, le 11 août, le premier ministère du règne de Louis-Philippe Ier en qualité de ministre de l'Instruction publique et des Cultes avec la présidence du Conseil d'État. Il s'affirme d'emblée comme partisan du rétablissement de l'ordre.
Après la chute de ce ministère (2 novembre 1830), le duc de Broglie devient, à la Chambre des Pairs, un des orateurs les plus influents du parti de la résistance, avec Casimir Perier et ses amis doctrinaires comme Guizot, et, par conséquent, l'adversaire de Jacques Laffitte et de son gouvernement.
Il vote notamment pour le maintien de l'hérédité de la pairie et s'oppose vainement, au début de 1832, à l'abrogation de la loi de 1816 qui avait instauré une cérémonie expiatoire le 21 janvier pour l'anniversaire de la mort de Louis XVI.

#### Ministre des Affaires étrangères (1832-1834)
Lorsque les Doctrinaires arrivent au pouvoir le 11 octobre 1832, il prend le portefeuille de ministre des Affaires étrangères, formant avec Guizot et Thiers une sorte de triumvirat que Louis-Philippe nomme avec rancœur un « Casimir-Périer en trois personnes ». Il aura pour chef de cabinet jusqu'en 1836, Ximénès Doudan.
Dans cette fonction, il fait voter l'emprunt grec mais entre assez vite en conflit avec Louis-Philippe, qui considère la diplomatie comme son domaine réservé et souhaite un ministre à ses ordres, alors que le duc de Broglie, à qui le roi reprochait « sa raideur hautaine », veut diriger pleinement son département.
Broglie se trouve également en butte à l'hostilité irréductible de Talleyrand, ambassadeur à Londres, et de Molé, conseiller officieux mais écouté du Roi : tous deux se vengent ainsi du mépris qu'il leur porte ouvertement, mépris qu'il étend d'ailleurs à la plupart des anciens serviteurs de l'Empire.
Enfin, des divergences de fond apparaissent concernant la politique vis-à-vis de l'Angleterre : Louis-Philippe, qui trouve que l'Angleterre se comporte avec la France de manière cavalière et souhaite se trouver d'autres alliés en Europe, ce qui faciliterait le mariage du duc d'Orléans, veut se rapprocher de la Prusse et de l'Autriche, tandis que Broglie, en dépit des inconvénients de l'alliance nouée avec l'Angleterre depuis 1830, préconise le strict maintien de cette politique.
Comme Louis-Philippe est accusé par l'opposition de s'abaisser devant la Sainte-Alliance (notamment sur la question polonaise), par pleutrerie et pour se faire pardonner l'origine de sa couronne, il n'est pas question pour de Broglie de provoquer une rupture sur ce sujet. Aussi attendit-il qu'un tout autre incident vienne justifier sa démission.
En mai 1831, un accord avait été conclu avec les États-Unis, et concrétisé par un traité en juillet, allouant une indemnité de 25 millions à ce pays en réparation des dommages causés par les corsaires français durant les guerres napoléoniennes. La ratification de ce traité vint en discussion devant le Parlement au début de 1834. L'affaire ne semblait soulever aucune difficulté, La Fayette, favorable au traité, apportant les voix d'une bonne partie de la Gauche. Le projet fut toutefois vivement attaqué à la fois par le républicain Mauguin et par le légitimiste Berryer, et Broglie, connaissant mal le dossier, ne soutint que médiocrement la discussion parlementaire. Lors du vote à bulletins secrets, le 31 mars, la Chambre des députés, à la surprise générale, repousse la ratification par 176 voix contre 168, ce qui implique qu'une partie des députés de la Majorité ont voté contre le projet.
En conséquence, Broglie démissionne dès le 1er avril 1834, ainsi que le maréchal Sébastiani, négociateur du traité.

#### Président du Conseil (1835-1836)
Le 12 mars 1835, après la chute du ministère Mortier, les députés, aiguillonnés par Guizot et Thiers, veulent l'imposer à Louis-Philippe puisque c'est précisément celui que le Roi craignait le plus : ainsi, pensent-ils, l'autonomie du ministère serait-elle garantie.
Le Roi, après avoir longtemps hésité, doit se résoudre à l'« avaler pour ne pas tomber dans le radicalisme » et l'appelle à former un gouvernement, dans lequel Broglie, président du Conseil, détiendrait le portefeuille des Affaires étrangères. Peu tenté par l'exercice effectif du pouvoir, le Duc fait d'abord des difficultés pour accepter, mais quand il finit par céder, exige et obtient la reconduction des marges de manœuvre qui avaient été accordées à Casimir-Périer, c'est-à-dire, pour l'essentiel, la possibilité de convoquer des conseils de cabinet hors de la présence du Roi.
Il parvient, le 21 avril, à faire voter l'indemnité allouée aux États-Unis mais se voit reprocher une certaine pusillanimité face à des propos blessants contenus, à ce sujet, dans un message du président Jackson. Il conclut avec le Royaume-Uni la convention relative à la répression de la traite négrière, dans laquelle est consacré le droit de visite des navires, souvent reproché à la monarchie de Juillet comme une concession excessive.
Le Cabinet tombe le 5 février 1836 à deux voix de majorité sur la question de la conversion des rentes (V. Gouvernement Victor de Broglie). La Chambre des Députés prend prétexte d'une réponse de Broglie à l'interpellation d'un parlementaire, réponse jugée insultante pour l'assemblée. Broglie s'empresse de porter sa démission au Roi.

Comme l’a observé un contemporain, « il ne manquait au duc de Broglie, pour se faire pardonner sa haute position aristocratique, son irréprochable probité, son désintéressement, son talent, que l’art de ménager les amours-propres, et il ne l’a jamais eu. » Paul Thureau-Dangin note également, dans le même sens : « Ne s’inquiétant pas assez de plaire, il était trop porté à croire qu’il lui suffisait d’avoir raison, et encore, dans sa manière d’avoir raison, y avait-il quelque chose d’inflexible, de cassant et de hautain. »

« Son indépendance d’esprit, son élévation de pensée, ses airs supérieurs de froideur aristocratique, que ses adversaires mettent au débit d’une arrogance dédaigneuse et ses amis au crédit d’une timidité modeste, le rendent respectable, mais non populaire. Principalement soucieux de l’honneur de son nom, il voit dans la politique non pas le moyen de parvenir, mais le danger de se compromettre. Il n’accepte [le pouvoir] que par esprit de devoir, par obligation patriotique. »

#### Membre de la chambre des Pairs
Broglie est élevé à la dignité de Grand-Croix de la Légion d'honneur le 30 avril 1836.
Après son retrait du gouvernement, il continue à siéger à la Chambre des pairs jusqu'à la Révolution de février 1848.
Dans les dernières années du règne de Louis-Philippe, il évolue vers le « centre-gauche » modéré, se rapprochant des positions de Thiers et d'Odilon Barrot. Pressenti à de nombreuses reprises pour devenir ministre, il refuse systématiquement, se contenant d'apporter ponctuellement son soutien à son ami Guizot.

### La Deuxième République et le Second Empire
Broglie laisse passer la Révolution de 1848 et ne se présente qu'aux élections à l'Assemblée Législative. Il est élu dans le département de l'Eure le 13 mai 1849. Il est alors membre du comité électoral de la rue de Poitiers.
Au Palais Bourbon, il devient le chef de la Droite et compte parmi les « Burgraves». En juillet 1851, il dépose une proposition de révision de la Constitution qui, n'ayant réuni que 446 voix contre 278, ne peut pas être adoptée, faute d'atteindre le chiffre des deux tiers fixé par la Constitution.
Après le coup d'État du 2 décembre 1851, il se retire de la vie politique. Il rédige plusieurs essais politiques, notamment ses Vues sur le gouvernement de la France (1870), qui sont la référence politique de son fils, Albert de Broglie, et inspirent les lois constitutionnelles de 1875.

### Membre de l'Académie
Membre libre de l'Académie des sciences morales et politiques en 1833, il en devient membre titulaire en 1866. Lors de son discours d'admission, il dénonça le coup d'État du 2 décembre 1851.
Il est élu le 1er mars 1855 au 24e fauteuil de l'Académie française, où il succède au comte de Sainte-Aulaire. Il est reçu par Désiré Nisard le 3 avril 1856 et forme à l'Académie le « parti des ducs » avec Pasquier et Noailles.

### Engagement pour l'abolition de la traite et de l'esclavage
Il s'intéresse très tôt au sort des esclaves :
- Le 28 mars 1822, il propose à la Chambre des pairs une adresse au Roi, afin de lui demander d'ordonner les mesures propres à mieux assurer l'entière abolition du commerce des esclaves.
- Le 24 janvier 1827, il prononce un discours à propos de l'article 1er du projet de la loi sur la répression de la traite des noirs. Cependant dans ce discours il ne se prononce pas encore pour la libération des esclaves, affirmant nécessaire le « maintien d'une discipline rigoureuse envers les Noirs du même œil » que « l'acte d'enfermer un insensé dans une maison de force », jusqu'au jour où les Noirs seront en état « de faire de leur liberté un usage moral », où ils ne menaceront plus « de se ruer sur les blancs, de se livrer à d'épouvantables représailles, et ensuite de s'entredéchirer ». Ce jour-là « le maintien de l'esclavage sera un forfait »[18].
- En décembre 1834, il fait partie des vingt-sept fondateurs de la Société française pour l'abolition de l'esclavage dont il devient le président jusqu'à la disparition de la société en 1850.
- Le 26 mars 1840, il est appelé à la présidence de la commission chargée de préparer l'abolition de l'esclavage et la constitution politique des colonies.
- En mars 1843, il présente au ministre de la Marine le rapport de la commission qu'il préside.
- Le 29 mai 1845, après l'avoir négociée, il signe la convention avec l'Angleterre pour la répression de la traite des noirs.
- Le 7 juillet 1845, il prononce un discours à la Chambre des Pairs sur les projets de loi destinés à favoriser le rachat, l'éducation et le bien-être des esclaves[19].

### Décorations
- Grand-croix de la Légion d'honneur (1836).

## Publications
Le duc de Broglie a laissé trois volumes de ses Écrits et Discours parmi lesquels on peut noter :
- Considérations sur l'origine du monde et le gouvernement de la Providence (Paris, Imp. de Callet, 1861, in-4°) ;
- Vues sur le gouvernement de la France (Paris, Michel Lévy frères, 1870), 367 pages, lire en ligne ;
- Le Libre échange et l'impôt, études d'économie politique, Paris, Calmann-Lévy, 1879), 428 pages, lire en ligne ;
- Souvenirs, 1785-1870 (publiés par son fils), Paris, Calmann-Lévy, 1886, 4 vol. in-8, tome 1 (1785-1817), lire en ligne ; tome 2 (1818-1827), lire en ligne ; tome 3 (1826-1830), lire en ligne ; tome 4 ;
- Le Père Lacordaire, Paris, Honoré Champion, 1889, in-8°, 105 pages, lire en ligne ;

Il a été l'éditeur des Mémoires posthumes de sa belle-mère, Madame de Staël (1818) ; édition 1861, Paris, Charpentier, 483 pages, lire en ligne.

## Citations

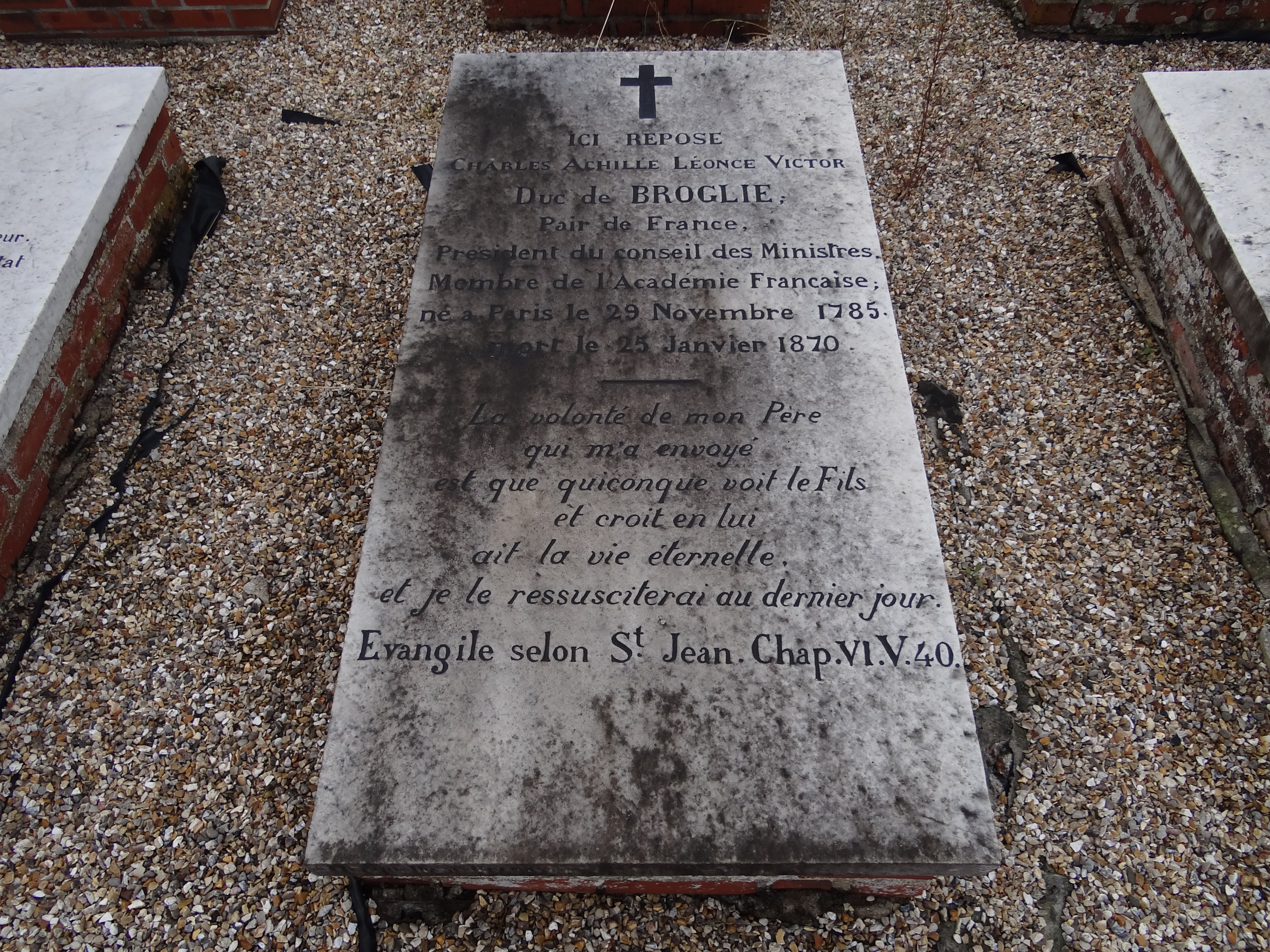
La tombe de Victor de Broglie au cimetière de Broglie (Eure).

- Sa tombe (1870) porte ces célèbres mots : « J'ai achevé ma course / J'ai mené le bon combat / J'ai gardé la foi », que l'on retrouve sur certaines sépultures protestantes.
- « Il est le premier de sa race qui ait marqué dans l'ordre de la pensée ». Comme orateur « il éclaire, il instruit, il élève plus qu'il n'émeut. » (commentaire de Sainte-Beuve)

## Portrait
Gérard a réalisé son portrait (visible au château de Broglie à partir de 1966).